# 治部坂高原スキー場
治部坂高原スキー場（じぶざかこうげんスキ-じょう）は、長野県下伊那郡阿智村にあるスキー場。国道153号に面し、東海地方からのアクセスが良好なファミリー向けゲレンデ。
設置者は、治部坂観光株式会社である。

## コース
- 第1ゲレンデは初級者向きの緩斜面。
  - 第1ゲレンデ麓には動く歩道が設置されたそり専用スレッドゲレンデがある。
- 第2ゲレンデは中・上級者向きの急斜面がある。第2ペアリフト横には短いながらもコブ斜面がある。
- 第3ゲレンデは超上級者向けのパウダーエリア(未圧雪)エリアになっている。
- 標高1187メートル地点にあり、夏季には「100万本のコスモスガーデン」がオープンする[1]。開園時期は7月下旬〜9月下旬。

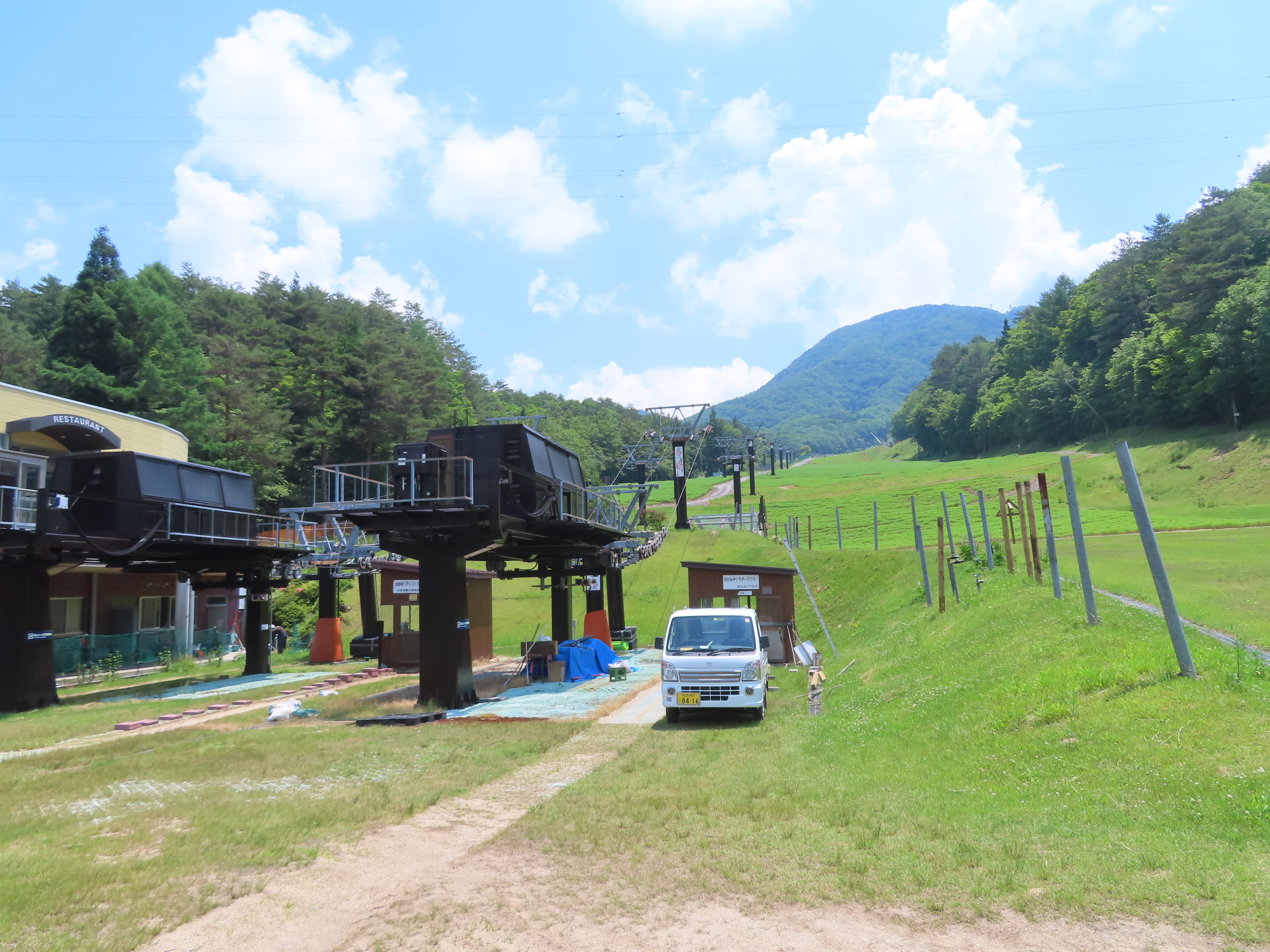
ゲレンデ

## リフト
ペアリフト4基がある
- 第1ペアA線(635m)
- 第1ペアB線(635m)
- 第2ペア(400m)
- 第3ペア(354m、廃止)
- うごく歩道(50m)ソリ専用ゲレンデ

## 施設
- 治部坂観光センター（通年営業）
- スキー場レストハウス（冬季営業）
- 治部坂釣り堀（4月下旬〜10月下旬）
- パターゴルフ場（4月下旬〜10月下旬）
- 100万本のコスモスガーデン（7月下旬〜9月下旬）
- 天然温泉「宿り木の湯」（隣接）

## アクセス
- 国道153号
- 中央自動車道
  - 園原IC（名古屋方面のみ）から長野県道富士見台線 - 国道256号 - 国道153号経由25分
  - 飯田山本ICから国道153号経由25分